# Aurelio Dalla Vecchia
Aurelio Dalla Vecchia (18 de noviembre de 1958-18 de abril de 2024) fue un deportista italiano que compitió en vela en la clase Soling. Ganó una medalla de bronce en el Campeonato Mundial de Soling de 1981.

## Palmarés internacional
| Campeonato Mundial | Campeonato Mundial | Campeonato Mundial | Campeonato Mundial |
| Año                | Lugar              | Medalla            | Clase              |
| ------------------ | ------------------ | ------------------ | ------------------ |
| 1981               | Anzio (Italia)     | Medalla de bronce  | Soling             |